# アニリン (タンパク質)
アニリン（英: anillin）は、細胞化（cellularization）や細胞質分裂の際の細胞骨格のダイナミクスに関係するタンパク質であり、ヒトではANLN遺伝子、ショウジョウバエではscraps遺伝子にコードされる。アニリンは1989年にキイロショウジョウバエDrosophila melanogasterの胚から初めて単離され、F-アクチン結合タンパク質として同定された。6年後、アニリンの遺伝子はショウジョウバエ卵巣由来のcDNAからクローニングされた。抗アニリン（Antigen 8）抗体を用いた染色によって、アニリンは間期には核に、細胞質分裂時には収縮環に局在していることが示された。その後の研究によって、アニリンは分裂溝の近傍で、収縮環形成の重要な調節因子であるRhoAとともに高濃度で存在することが明らかにされている。
アニリン（anillin）という名称は、スペイン語のanilloに由来する。Anilloはリングを意味し、アニリンが細胞質分裂時に収縮環に高濃度で観察されることを表している。アニリンはその他のアクトミオシンリング構造にも豊富に存在し、ショウジョウバエ胚の細胞化の際のleading edgeに観察されるものは特に重要である。こうしたアクトミオシンリングが陥入を行うことで、多核性胞胚（syncytial blastoderm）中の全ての核がそれぞれ異なる細胞へと分離される。

## 構造と機能

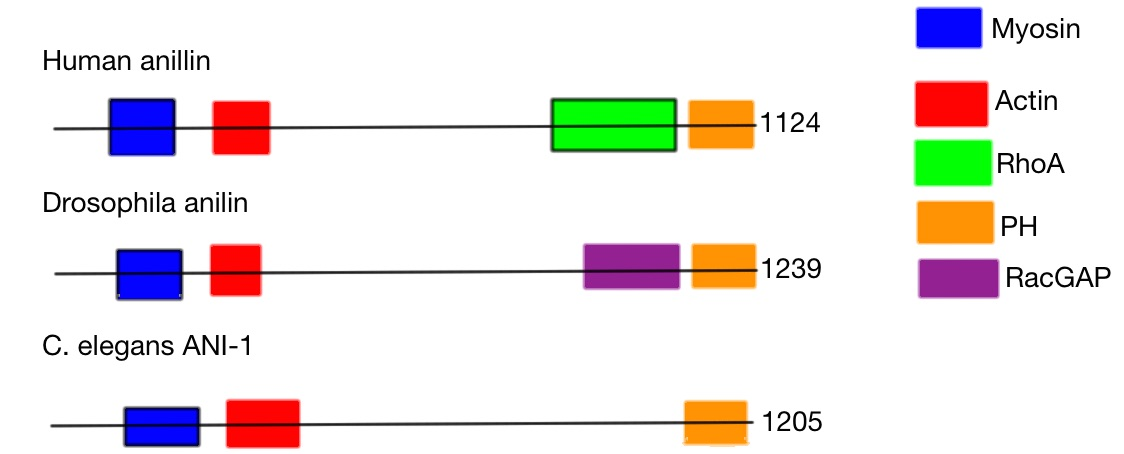
さまざまな種のアニリンにみられるドメイン

アニリンは複数のドメインからなる構造を持つ。N末端にはアクチン結合ドメインとミオシン結合ドメインが存在し、C末端にはPHドメインが存在する。PHドメインは保存されており、アニリンの機能に必要不可欠である。ヒトのANLN遺伝子は7番染色体に位置し、1125アミノ酸からなるタンパク質をコードする。予測される分子量は124 kDa、pIは8.1である。マウスのAnln遺伝子は9番染色体に位置している。
後生動物以外でも多くのアニリン様ホモログが見つかっている。分裂酵母Schizosaccharomyces pombeにはMid1pとMid2pという2つのアニリン様タンパク質が存在し、両者の機能は重複していない。Mid1pは細胞質分裂の重要な因子であり、収縮環の組み立てと配置の調節を担う。Mid2pは細胞質分裂のより後の段階で機能し、隔壁形成時のセプチンの組織化、すなわち娘細胞を完全に分離するために行われる細胞膜や細胞壁の陥入を担っている。出芽酵母Saccharomyces cerevisiaeにもBoi1pとBoi2pという2つのアニリン様タンパク質が存在する。Boi1pとBoi2pはそれぞれ核と収縮環に局在する。これらは細胞成長と出芽に必要不可欠である。
線虫Caenorhabditis elegansの胚や生殖巣では、アニリンのホモログであるANI-1とANI-2が生存に必要不可欠である。ANI-1は細胞表層のrufflingやpseudocleavageといった有糸分裂前の胚に生じる全ての収縮イベントに必要である。また、ANI-1は減数分裂時の極体の分離にも重要である。ANI-2は卵形成の際に細胞質の中心部のコアとして卵母細胞を連結しているrachisと呼ばれる構造の維持に機能している。ANI-2は卵母細胞が早期にrachisから切り離されないよう保証しており、サイズのばらついた胚が形成されないようにしている。
アニリンは正確な細胞質分裂のために必要であり、アニリンがF-アクチン結合ドメイン、ミオシン結合ドメイン、セプチン結合ドメインを持っていることは、このタンパク質がアクトミオシン骨格の組織化に関与していることを示唆している。実際に、アニリン変異細胞では収縮環の破壊が観察される。さらに、アニリンはMgcRacGAP/CYK-4/RacGAP50Cに結合することでアクトミオシン骨格を微小管と共役させていると考えられている。
In vitroでの実験では、アニリンはミオシン非依存的にアクチンの収縮を駆動することが示唆されている。
大部分のアニリンは間期には核内へ隔離されているが、ショウジョウバエ初期胚のアニリン、C. elegans初期胚のANI-1、C. elegans生殖巣のANI-2、分裂酵母のMid2pなどはその例外であり、こうしたアニリンは細胞質分裂時の収縮環以外にも細胞骨格のダイナミクスを調節している可能性が示唆される。

## 結合パートナー

### アクチン
アニリンは、G-アクチンではなくF-アクチンに特異的に結合する。アニリンのF-アクチンへの結合は、細胞分裂時にのみ生じる。また、アニリンはアクチンフィラメントを束ね（バンドリング）、それらの間での相対的なスライドを駆動する。こうした収縮挙動はミオシンやATPには依存しておらず、アクチンフィラメントの脱重合と共役している可能性がある。ショウジョウバエではF-アクチンへの結合を行うためには258–340番残基で十分であるが、アクチンフィラメントのバンドリングには246–371番残基が必要である。アクチンに結合してバンドリングを行うというアニリンの活性は、多くの種で保存されている。アニリンはアクチンバンドリングを調節することで、細胞分裂時のアクトミオシンの収縮効率を高めていると考えられている。アニリンとF-アクチンはどちらも収縮環に存在し、両者は独立してリクルートされるものの、F-アクチンはアニリンの標的化効率を高めることが知られている。また、アニリンはフォルミンタンパク質mDia2の活性型を安定化することで、F-アクチンの脱重合の促進に関与している可能性もある。

### ミオシン
アニリンは非筋細胞ミオシンIIと直接相互作用し、またF-アクチンを介して間接的相互作用も行う。ツメガエルではアニリンのN末端近傍の142–254番残基がミオシンへの結合に必要不可欠である。また、アニリンとミオシンの相互作用はミオシン軽鎖のリン酸化にも依存している。アニリンとミオシンの相互作用はミオシンのリクルートではなく、組織化に関与しているようである。ショウジョウバエでは、アニリンは細胞化の最前線（cellularization front）においてミオシンをリング状に組織化するために必要である。ショウジョウバエやヒトでは、アニリンの除去によって細胞質分裂時のミオシンの時空間的安定性に変化が生じる。C. elegansでは、ANI-1は細胞質分裂時にミオシンをfociへと組織化して極性の確立に寄与しているが、ANI-2は生殖巣のrachisの表面に位置して生殖巣の構造の維持に必要とされる。

### セプチン
細胞質分裂や細胞化過程でのセプチンの局在は、アニリンとの結合に依存している。アニリンとセプチンとの直接的相互作用は、ヒトのセプチン2、6、7からなる再構成ヘテロオリゴマーとツメガエルのアニリンとの間で観察される相互作用によって初めて示された。アニリンのセプチンへの結合能はC末端ドメインに依存しており、この領域には末端に位置するPHドメイン、そしてAH（Anillin Homology）ドメインと呼ばれる上流配列が含まれている。

### Rho
ヒトのアニリンのAHドメインはRhoAとの相互作用に必要不可欠である。RhoAの除去は収縮環の組み立てと進行の停止をもたらすが、アニリンの除去によって生じる表現型はより弱いものであり、収縮環の形成と進行は部分的に生じる。ショウジョウバエ精母細胞でのアニリンの除去は、RhoやF-アクチンの赤道面領域への局在を大きく低下させる。

### Ect2
アニリンはEct2と相互作用する。Ect2はRhoAの活性化因子であるため、このことはアニリンがRhoAの局在を安定化していることを支持している。アニリンとEct2との相互作用はRhoA非依存的に行われる。この相互作用はEct2のGEF活性に必要不可欠であり、アニリンのAHドメインとEct2のPHドメインを必要とする。

### Cyk-4
ショウジョウバエのアニリンは、中央紡錘体タンパク質Cyk-4と相互作用する。このことはアニリンが細胞質分裂時の分裂面の決定に関与している可能性を示唆している。アニリンが除去された蛹細胞では中央紡錘体の細胞表層への結合が失われ、またアニリンを除去したヒト細胞では中央紡錘体は不適切な場所に位置し変形している。

### 微小管
ショウジョウバエでは、F-アクチンと微小管の双方と相互作用することを利用したアニリンの単離が行われている。また、ショウジョウバエ細胞をラトランクリンAで処理した後に形成されるアニリンに富む構造体は、微小管のプラス端に局在する。アニリンと微小管が相互作用していることは、アニリンが紡錘体の位置を細胞表層へ伝えるシグナル伝達因子として作用し、細胞質分裂時の適切な収縮環形成を保証している可能性を示唆している。

## 疾患における役割
後生動物において、アニリンは細胞分裂に重要であり、そのため発生や恒常性にも重要である。近年、アニリンの発現レベルがヒトの腫瘍の転移能と相関していることが示されている。大腸がんではアニリンの発現レベルは腫瘍内で高まっており、アニリンの高発現はより高い浸潤性と遊走能をもたらすことが多くの大腸がん細胞株で示されている。こうした観察に基づき、アニリンは細胞骨格のリモデリングによって上皮間葉転換と細胞遊走を促進し、腫瘍細胞の増殖、浸潤、運動性を高めているという仮説が提唱されている。

## 関連文献
- Straight AF, Cheung A, Limouze J, Chen I, Westwood NJ, Sellers JR, Mitchison TJ (March 2003). “Dissecting temporal and spatial control of cytokinesis with a myosin II Inhibitor”. Science 299 (5613):  1743–7. Bibcode: 2003Sci...299.1743S. doi:10.1126/science.1081412. PMID 12637748.
- Beausoleil SA, Jedrychowski M, Schwartz D, Elias JE, Villén J, Li J, Cohn MA, Cantley LC, Gygi SP (August 2004). “Large-scale characterization of HeLa cell nuclear phosphoproteins”. Proceedings of the National Academy of Sciences of the United States of America 101 (33):  12130–5. Bibcode: 2004PNAS..10112130B. doi:10.1073/pnas.0404720101. PMC 514446. PMID 15302935.
- Mollinari C, Kleman JP, Saoudi Y, Jablonski SA, Perard J, Yen TJ, Margolis RL (March 2005). “Ablation of PRC1 by small interfering RNA demonstrates that cytokinetic abscission requires a central spindle bundle in mammalian cells, whereas completion of furrowing does not”. Molecular Biology of the Cell 16 (3):  1043–55. doi:10.1091/mbc.E04-04-0346. PMC 551472. PMID 15616196.
- Andersen JS, Lam YW, Leung AK, Ong SE, Lyon CE, Lamond AI, Mann M (January 2005). “Nucleolar proteome dynamics”. Nature 433 (7021):  77–83. Bibcode: 2005Natur.433...77A. doi:10.1038/nature03207. PMID 15635413.
- Monzo P, Gauthier NC, Keslair F, Loubat A, Field CM, Le Marchand-Brustel Y, Cormont M (June 2005). “Clues to CD2-associated protein involvement in cytokinesis”. Molecular Biology of the Cell 16 (6):  2891–902. doi:10.1091/mbc.E04-09-0773. PMC 1142433. PMID 15800069.
- Zhao WM, Fang G (September 2005). “MgcRacGAP controls the assembly of the contractile ring and the initiation of cytokinesis”. Proceedings of the National Academy of Sciences of the United States of America 102 (37):  13158–63. Bibcode: 2005PNAS..10213158Z. doi:10.1073/pnas.0504145102. PMC 1201590. PMID 16129829.
- Hall PA, Todd CB, Hyland PL, McDade SS, Grabsch H, Dattani M, Hillan KJ, Russell SE (October 2005). “The septin-binding protein anillin is overexpressed in diverse human tumors”. Clinical Cancer Research 11 (19 Pt 1):  6780–6. doi:10.1158/1078-0432.CCR-05-0997. PMID 16203764.
- Suzuki C, Daigo Y, Ishikawa N, Kato T, Hayama S, Ito T, Tsuchiya E, Nakamura Y (December 2005). “ANLN plays a critical role in human lung carcinogenesis through the activation of RHOA and by involvement in the phosphoinositide 3-kinase/AKT pathway”. Cancer Research 65 (24):  11314–25. doi:10.1158/0008-5472.CAN-05-1507. PMID 16357138.
- Beausoleil SA, Villén J, Gerber SA, Rush J, Gygi SP (October 2006). “A probability-based approach for high-throughput protein phosphorylation analysis and site localization”. Nature Biotechnology 24 (10):  1285–92. doi:10.1038/nbt1240. PMID 16964243.
- Olsen JV, Blagoev B, Gnad F, Macek B, Kumar C, Mortensen P, Mann M (November 2006). “Global, in vivo, and site-specific phosphorylation dynamics in signaling networks”. Cell 127 (3):  635–48. doi:10.1016/j.cell.2006.09.026. PMID 17081983.